# Pyramides (roman)
Pour les articles homonymes, voir Pyramide.
Pyramides (sous-titré Le Livre de la Sortie) est le septième livre des Annales du Disque-monde de l'écrivain anglais Terry Pratchett.
Traduit par Patrick Couton, il fut publié en France en 1996 chez L'Atalante  (ISBN 2-84172-026-8) et en 2000 chez Pocket  (ISBN 2-266-09971-X).
L'œuvre originale fut publiée en 1989 sous le titre Pyramids et a reçu le prix British Science Fiction du meilleur roman en 1989.

## Résumé
Teppic sort diplômé de la Guilde des Assassins d'Ankh-Morpork et retourne dans son pays, le royaume du Jolhimôme, pour succéder à son père, Pharaon défunt.
Le fantôme de son père tente de lui faire comprendre qu'il faut cesser la construction des pyramides, qui ruinent le pays, mais sous l'influence du grand prêtre Dios, Teppic fait construire la plus grande pyramide jamais réalisée, qui déstabilise le temps et les dimensions.

## Thèmes
- L'Égypte antique, à l'époque des pharaons
- La mort (thème classique chez Pratchett)
- La force des traditions
- Allusions à la Bible, à la Guerre de Troie

## Personnages
- Dios, grand prêtre, très très vieux, conseiller du roi
- Teppicymon XXVII, Pharaon mort
- Teppic, fils du pharaon et héritier du trône du Jolhimôme, alias Teppicymon XXVIII (ou Pteppic)
- Ptorothée, servante en fuite et demi-sœur cachée de Teppic
- Sale-Bête, dromadaire mathématicien
- Ptaclusp, constructeur de pyramides (de père en fils), et Ptaclusp IIa et IIb, ses fils